# Liste deutschsprachiger Zeitungen in Tschechien
Diese Liste enthält bestehende und ehemalige deutschsprachige Zeitungen und Zeitschriften in Tschechien.

## Bestehende Zeitungen
- Plus, seit 1994,[1] Magazin der Deutsch-Tschechischen Industrie- und Handelskammer
- LandesECHO, seit 2014, Zeitschrift der Deutschen in der Tschechischen Republik, vorher Landes-Anzeiger (1995–1998), Landes-Zeitung (1998–2014)

- Deutsches Blatt, Beilage der Zeitung „Lidové noviny“

## Ehemalige Zeitungen

### Prag
In Prag erschienen einige deutschsprachige Zeitungen, die wichtigsten waren Bohemia und das Prager Tagblatt.

#### 1710–1919
- Prager Oberpostamts-Zeitung, später Prager Zeitung, 1710–1919[2]
- Libussa (1802–1804), eine vaterländische Vierteljahrschrift
- Bohemia (1828–1938)
- Libussa (1851–1860)[3], Jahrbuch für …
- Lotos[4] (1851–1942), Naturwissenschaftliche Zeitschrift
- Prager Abendblatt (1867–1918)[5]
- Ärztliches Correspondenzblatt für Böhmen, Organ des Vereines Deutscher Ärzte in Prag (1864–1865[6], 1873–1875)[7], später Prager medizinische Wochenschrift (1876–1915)[8]
- Die Wahrheit (1870–1871)
- Israelitische Gemeinde-Zeitung (1872–1901)
- Prager Tagblatt (1876–1939)
- Prager Frauenzeitung (1905–1918)

#### 1919–1939
Die ersten drei blieben bestehen, weitere wurden neu gegründet.
- Bohemia (1828–1938)
- Lotos (1851–1942), Naturwissenschaftliche Zeitschrift
- Prager Tagblatt (1876–1939)

- Prager Presse (1921–1939)
- Prager Montagsblatt (1933–1937)[9]
- Sozialdemokrat (1925–1938), Zentralorgan der DSAP
- Beilage zu Rudý prapor (Rote Fahne) (1927–1928)
- Prager Rundschau (1931–1939)
- Die Welt im Wort (1933–1934), Wochenschrift für Literatur, Kunst und Kultur
- Die Weltbühne, von 1934 bis 1938 im Prager Exil erschienen
- Rote Fahne (1934–1938), kommunistisches Tagblatt
- Deutsche Volks-Zeitung, (1936–1938), Sprachrohr der deutschsprachigen Kommunisten in der Tschechoslowakei

#### 1939–1945
- Der Neue Tag (1939–1945),[10] Tageszeitung für Böhmen und Mähren: amtliches Veröffentlichungsorgan des Reichsprotektors für Böhmen und Mähren und der nachgeordneten deutschen Dienststellen
- Prager Abend (1939–1944)
- Böhmen und Mähren (1940–1945), Blatt des Reichsprotektors

#### 1945–1990
- Welt Studenten Nachrichten (1947–1990), Zeitschrift des Internationalen Studentenbundes
- Aufbau und Frieden (1951–1965),[11][12] Wochenblatt der deutschen Werktätigen in der Tschechoslowakei, später Volkszeitung (1966–1968), später Prager Volkszeitung (1969–2005), Das Wochenblatt der Deutschen in der ČSSR
- Tschechoslowakei (1953–1960), Organ des Ministeriums für Information und Aufklärung, später Sozialistische Tschechoslowakei (1961–1990)
- Im Herzen Europas (1958–1971), Tschechoslowakische Monatsschrift, später Tschechoslowakisches Leben (1972–1992), später Tschechisches Leben heute (1993–1993)
- Informationsbulletin des Zentralkomitees der Kommunistischen Partei der Tschechoslowakei (1978–1989)
- Neue Prager Presse (1981–1990), Nachrichten aus Politik, Wirtschaft, Gesellschaft, Kultur, Sport
- IOJ Nachrichten (1985–1991), Zeitung der Internationalen Journalistenorganisation

#### Seit 1990
- Prager Volkszeitung (1969–2005), Das Wochenblatt der deutschen Bürger in der Tschechischen Republik
- Nachrichten (1990)
- Deutsche Zeitung (1990)
- Prager Zeitung (1991–2016)[13]
- Aussenhandel der Tschechischen Republik (1993), später Wirtschaft und Handel in der Tschechischen Republik (1994–2009)
- Die Länder der böhmischen Krone (1994–1997), Revue für Gesellschaft und Kultur

- Landes-Anzeiger (1995–1998), Informationsblatt der Landesversammlung der Deutschen in Böhmen, Mähren und Schlesien, später Landes-Zeitung (Landeszeitung) (1999–2014)[14], Zeitung der Deutschen in der Tschechischen Republik, später LandesECHO (2014–), Zeitschrift der Deutschen in der Tschechischen Republik

### Weitere Orte
Weitere Zeitungen erschienen in anderen Orten. In Mähren waren die Städte Brünn und Olmütz bedeutende eigenständige Zentren für Presse und Literatur, die sich im 19. Jahrhundert oft mehr nach Wien hin orientierten als nach Prag. 

#### 1755–1919
- Brünner Zeitung (1755–1921)
- Troppauer Zeitung (1811–1918; Neugründung 1937–1938)
- Kaiserliche königliche schlesische Troppauer Zeitung (1816–1848)
- Egerer Zeitung (1847–1944)
- Constitutionelles Blatt aus Böhmen (1848–1852)
- Die neue Zeit (1848–1902)
- Reichenberger Anzeiger (1848–1864)
- Union (1849–1850)
- Böhmisch-Leipaer Anzeiger (1850–1869)
- Tagesbote aus Mähren und Schlesien (1850–1921)
- Znaimer Wochenblatt (1850–1945)
- Böhmisch-Leipaer Wochenblatt (1851–1869)
- Nordböhmisches Tagblatt (1854–1944)
- Tetschner Anzeiger (1856–1879)
- Aussiger Anzeiger (1857–1900)
- Nordböhmischer Gebirgsbote (1857–1867)
- Nikolsburger Wochenschrift (1860–1939)
- Reichenberger Zeitung (1860–1938)
- Silesia (1860–1939)
- Teplitz-Schönauer Anzeiger (1861–1945)
- Das Abendland (1864–1868)
- Ascher Zeitung (1864–1938)
- Brünner Morgenpost (1865–1926)
- Friedländer Wochenblatt (1866–1900)
- Die Gegenwart (1867–1870)
- Prager Abendblatt (1867–1918)
- Böhmisch-Kamnitzer Anzeiger (1868–1885)
- Pilsner Zeitung (1868–1900)
- Trautenauer Wochenblatt (1868–1896)
- Leipaer politisches Wochenblatt (1869–1875)
- Karlsbader Anzeiger (1871–1886)
- Leitmeritzer Zeitung (1871–1896)
- Prossnitzer Wochenblatt (1871–1875)
- Israelitische Gemeinde-Zeitung (1872–1901)
- Budweiser Zeitung (1873–1930)
- Duxer Wochenblatt (1873–1886)
- Elbezeitung (1873–1920)
- Falkenauer Wochenblatt (1873–1880)
- Der Grenzbote (1873–1929)
- Israelitischer Lehrerbote (1873–1883)
- Jägerndorfer Zeitung (1873–1945)
- Nordböhmisches Volksblatt (1873–1887)
- Trautenauer Zeitung (1873–1890)
- Biela-Zeitung (1874–1907)
- Elbezeitung (1874–1919)
- Iglauer Wochenblatt (1874–1882)
- Krumauer Zeitung (1874–1879)
- Marienbader Zeitung (1874–1890)
- Leipaer Zeitung (1875–1888)
- Olmützer Zeitung (1875–1904)
- Prossnitzer Wochenschrift (1875–1880)
- Grenzbote des nordwestlichen Mährens (1876–1919)
- Mährisch-Trübauer Wochenblatt (1876–1910)
- Schönhengster Zeitung (1876–1938)
- Sternberger Volksblatt (1876–1888)
- Lobositzer Anzeiger (1877–1920)
- Mährisch-schlesischer Correspondent (1877–1917)
- Bodenbacher Anzeiger (1878–1903)
- Haidaer Wochenblatt (1878–1919)
- Böhmisch-Leipaer Zeitung (1879–1890)
- Brüxer Zeitung (1879–1925)
- Tetschen-Bodenbacher Zeitung (1879–1888)
- Erzgebirgs-Zeitung (1880–1943)
- Mährisches Tagblatt (1880–1945)
- Gablonzer Zeitung (1882–1915)
- Iglauer Zeitung (1882–1889)
- Saazer Zeitung (1883–1896)
- Mährisch-schlesische Presse (1884–1938)
- Auspitzer Wochenblatt (1885 – 1888, 1892–1925, 1930–1938)
- Böhmisch-Kamnitzer Wochenblatt (1885–1906)
- Deutsche Volkszeitung (1885–1929)
- Komotauer Zeitung (1885–1895)
- Deutsches Volksblatt (1887–1925)
- Deutsche Volkszeitung für den Neutitscheiner Kreis (1888–1919)
- Graslitzer Zeitung (1889–1896)
- Iglauer Volksblatt (1889–1906)
- Ostrauer Zeitung (1889–1939)
- Mährischer Volksbote (1891–1918)
- Zwittauer Nachrichten (1891–1938)
- Schönberger Zeitung (1893–1911)
- Friedländer Zeitung (1895–1927)
- Teschner Zeitung (1897–1937)
- Znaimer Tagblatt (1898–1944)
- Gödinger Zeitung (1900–1914)
- Grenzpost (1900–1938)
- Hultschiner Zeitung (1900–1937)
- Jüdische Volksstimme (1900–1938)
- Neue schlesische Zeitung (1900–1911)
- Pilsner Tagblatt (1900–1918; 1923–1938)
- Ostdeutsche Tageszeitung (1901–1921)
- Südböhmische Volkszeitung (1901–1938)
- Freudenthaler Zeitung (1903–1941)
- Müglitzer Wochenblatt (1904–1915)
- Römerstädter Bezirk-Zeitung (1906–1942)
- Ostschlesische Post (1909–1938)
- Lundenburger Nachrichten (1910–1918)
- Wagstädter Zeitung (1912–1933)
- Nordmährische Gebirgspost (1913–1938)

#### 1919–1939
Einige der vorherigen Zeitungen erschienen weiter, neue wurden gegründet.
- Oderberger Zeitung (1919–1935)
- Nordmährischer Grenzbote (1920–1941)
- Tagesbote (1921–1939)
- Joslowitzer Zeitung (1923–1940)
- Pohrlitzer Zeitung (1923–1940)
- Morgenpost (1926–1945)
- Mißlitzer Zeitung (1927–1940)
- Olbersdorfer Zeitung (1927–1936)
- Brünner Tagespost (1929–1938)
- Reichenberger Tagesbote (1929-1945)
- Lundenburger Zeitung (1931–1936)
- Würbenthaler Zeitung (1931–1945)
- Zlabingser Wochenblatt (1932–1940)
- Benischer Zeitung (1933–1938)
- Neubistritzer Zeitung (1933–1938)
- Neue Wagstädter Zeitung (1933–1938)
- Zuckmantel Zeitung (1934–1938)
- Wigstadtler Zeitung (1936–1938)

#### 1939–1945
Einige der vorherigen Zeitungen erschienen weiter, neue wurden gegründet.
- Jüdisches Nachrichtenblatt (1939–1945)
- Brünner Abendblatt (1940–1944)
- Brünner Tagblatt (1940–1945)

#### 1945–1990
- Volkszeitung (1966–1968)
- Karlsbader Zeitung (2004–2006)